# Општина Воила (Брашов)
Воила (рум. Voila) општина је у Румунији у округу Брашов.
Oпштина се налази на надморској висини од 420 m.